# GP Zele
Der GP Zele ist ein belgisches Eintagesrennen im Straßenradsport, das jährlich im Oktober in Zele, Provinz Ostflandern stattfindet.

## Palmarès
- 1955  Fred De Bruyne
- 1956  Marcel Rijckaert
- 1957  Jozef De Feyter
- 1958  Willy Vannitsen
- 1959  Emile Daems
- 1960  Kamiel Buysse
- 1961  Marcel Janssens
- 1962  Frans Melckenbeeck
- 1963  Hugo Scrayen
- 1964  Benoni Beheyt
- 1965  Gustaaf De Smet
- 1966  Willy Planckaert
- 1967  Roger Cooreman
- 1968  Noël Foré
- 1969  Frans Kerremans
- 1970  Frans Verbeeck
- 1971  Gustaaf Van Roosbroeck
- 1972  Ferdinand Bracke
- 1973  Tony Gakens
- 1974  Herman Vrijders
- 1975  Albert Hulzebosch
- 1976  André Dierickx
- 1977  Willem Peeters
- 1978  Walter Godefroot
- 1979  Daniel Willems
- 1980  Frans Van Looy
- 1981  Leo Van Thielen
- 1982  Etienne De Wilde
- 1983  Hennie Kuiper
- 1984  Gerrit Solleveld
- 1985  Jos Op ’t Eyndt
- 1986  Stephan Van Leeuwe
- 1987  Jacques van der Poel
- 1988  Wilfried Peeters
- 1989  Jan Bogaert
- 1990  Jan Bogaert
- 1991  Jerry Cooman
- 1992  Wiebren Veenstra
- 1993  Wim Omloop
- 1994  Tom Steels
- 1995  Daniele Nardello
- 1996  Mario De Clercq
- 1997  Johan De Geyter
- 1998  Peter Van Petegem
- 1999  Jan Poppe
- 2000  Adriano Baffi
- 2001  Geert Verheyen
- 2002  Kevin Van Impe
- 2003  Steven De Neef
- 2004  Steven de Jongh
- 2005  Rudie Kemna
- 2006  Tom Boonen
- 2007  Preben Van Hecke
- 2008  Stijn Devolder
- 2009  Tommy Nankervis
- 2010  Preben Van Hecke
- 2011  Christopher Macic
- 2012  Kevin Peeters
- 2013  Baptiste Planckaert
- 2014  Floris Gerts
- 2015  Nicolas Vereecken
- 2016  Kirill Pozdnyakov
- 2017  Stijn De Bock
- 2018  Joeri Stallaert
- 2019  Cees Bol
- 2020 nicht ausgetragen
- 2021  Timo de Jong
- 2022  Benjamin Declercq
- 2023  Elias Van Breussegem
- 2024  Jenno Berckmoes